# 短花柱婆婆纳
短花柱婆婆纳（学名：Veronica lasiocarpa）为車前草科婆婆纳属下的一个种。

## 扩展阅读
- 維基物種上的相關：短花柱婆婆纳